# Altrose
L'Altrose est un aldohexose, un ose composé de 6 atomes de carbone (hexose) et d'une fonction aldéhyde (aldose).
La forme isomère D est un sucre rare non naturel. Il est soluble dans l'eau et insoluble dans le méthanol. Le L-altrose a été isolé dans la bactérie Butyrivibrio fibrisolvens.

## Isomérie
L'Altrose est l'épimère du mannose en C3 (c’est-à-dire que sa configuration spatiale est rigoureusement la même, sauf pour les substituants du carbone 3, où ils sont inversés par rapport au mannose).
Dans l'eau, la forme isomère prédominante est la forme bêta-D-altropyranose (40 %).
| Isomère du D-Altrose | Isomère du D-Altrose   | Isomère du D-Altrose   |
| Forme linéaire       | Projection de Haworth  | Projection de Haworth  |
| -------------------- | ---------------------- | ---------------------- |
| <1 %                 | α-D-Altrofuranose 20 % | β-D-Altrofuranose 13 % |
| <1 %                 | α-D-Altropyranose 27 % | β-D-Altropyranose 40 % |